# Coulazou
Coulazou – rzeka we Francji, przepływająca przez teren departamentu Hérault, o długości 28,8 km. Stanowi dopływ rzeki Mosson.